# Acontia decisa
Acontia decisa är en fjärilsart som beskrevs av Walker 1857. Acontia decisa ingår i släktet Acontia och familjen nattflyn. Inga underarter finns listade i Catalogue of Life.